# Cuceglio
Cuceglio là một đô thị ở Italia. Đô thị này nằm ở tỉnh Torino trong vùng Piedmont, có vị trí cách khoảng 35 km về phía đông bắc của Torino, nước Ý. Tại thời điểm ngày 31 tháng 12 năm 2004, đô thị này có dân số 948 người và diện tích là 6,9 km².
Đô thị Cuceglio có các frazioni (các đơn vị trực thuộc, chủ yếu là các làng) Cascine Cuffia.
Cuceglio giáp các đô thị: Scarmagno, Agliè, Vialfrè, Mercenasco, San Giorgio Canavese, và Montalenghe.